# John Henry Michell
John Henry Michell   (Maldon, 26 d'octubre de 1863 - 3 de febrer de 1940) va ser un matemàtic australià, professor de matemàtiques de la universitat de Melbourne.

## Vida i Obra
Michell va néixer en una zona de mines d'or, uns cent cinquanta quilòmetres al nord-oest de Melbourne. El seu pare havia sigut miner a Devonshire (Anglaterra) però va emigrar amb la seva dona a Austràlia la dècada dels 50. El 1877, la família, que incloïa tres germanes més grans i un germà més menut, es va traslladar a Melbourne, on els germans van fer els seus estudis al Wesley College. Michell va ingressar a la universitat de Melbourne el 1881 i es va graduar el 1884. Seguint els consells dels seus professors, la família es va traslladar a Cambridge (Anglaterra) perquè Michell estudiés al Trinity College (Cambridge) on es va graduar amb honors el 1887 sota la tutoria de Glaisher. El seu germà, també hi va estudiar, i es va convertir en un prestigiós enginyer anys després.
El 1890, tot hi haver estat escollit fellow del Trinity College, va deixar Anglaterra per tornar a Melbourne i fer-se càrrec d'una nova càtedra de matemàtiques creada a la universitat d'aquesta ciutat. Ja no va a tornar a deixar Melbourne, on va morir el 1940, després d'haver-se jubilat el 1928.
Michell va publicar una vintena d'articles científics entre 1890 i 1902. Els seus treballs més notables van ser en teoria de l'elasticitat i en hidromecànica dels vaixells, tots ells publicats entre 1898 i 1902. Per tots aquests treballs, Michell va ser escollit fellow de la Royal Society el 1902. La seva única obra posterior a 1902, és un llibre de text de càlcul que es va editar de forma pòstuma. Els motius de que abandonés la recerca amb només trenta nou anys no son clars. Especialment notable és el seu article de 1902, The wave resistance of a ship, el valor del qual no es va descobrir fins trenta anys més tard.